# 金吉尔和罗莎
《琴與羅莎》（英語：Ginger & Rosa）是莎莉·波特執導和編劇的2012年劇情片，並由仿真眼發行。電影於2012年9月7日在多倫多國際影展舉行首映，並於同年10月19日在英國上映。

## 外部連結
- 互联网电影数据库（IMDb）上《金吉尔和罗莎》的资料（英文）
- Box Office Mojo上《金吉尔和罗莎》的資料（英文）